# 四國新幹線
四國新幹線指的是通向四國的新幹線計劃路線的總稱。但不含整備新幹線。1973年決定基本計劃，但由于日本經濟在第一次石油危机後轉入低成長，計劃也陷入停滯，直至2017年，四國28個團體發起了建設促進運動。
具體路線包括了「四國新幹線」、「四國横断新幹線」二計劃。

## 歷史背景 現狀
基於日本總理大臣田中角榮的《日本列島改造論》，作為1969年《新全國總合開發計劃》（新全總）中「全國新幹線網」之一環，在1973年擬定了四國新幹線的基本計劃。但是在石油危機造成經濟低迷後，計劃就陷入停滯。由於北海道新幹線新青森到新函館段通車，四國成為沖繩以外、日本本土唯一沒有新幹線通行的地區。

### 迷你新幹線調查
1990年度進行香川縣對岡山至高松間興建迷你新幹線為期兩年的調查，以瀬戸大橋為中心的建設費為1600億至1800億日圓不等，但預計收支並不樂觀。

### 軌距可變列車導入構想
截至2008年（平成20年），一直都是規劃使用軌距可變列車運行而非像山形新幹線和秋田新幹線的迷你新幹線規格使用標準軌。軌距可變列車的運行至少需要電氣化，但目前僅在與予讃線高松站 - 伊予市站和土讚線多度津站-琴平站的之間滿足條件。JR四國於2006年向國土交通省交通政策審議會和交通體系分科會地域公共交通部會提交資料，希望將土讃線琴平站 -高知站間、高徳線高松站-徳島站間、予讃線伊予市站-内子站-宇和島站間電氣化以及途徑高繩半島予讃線伊予西条站-松山站間設置短路線。這樣可以通過瀨戶大橋在岡山站連結山陽新幹線。

## 概要
計劃路線有「四國新幹線」、「四國橫斷新幹線」兩個系統。到2008年時，主要計劃構想既非標準規格，也非山形、秋田等迷你新幹線規格，而是採用可變軌距列車。自1974年以來，每年運輸省、國土交通省都支用海底隧道等的地質調查費，因而受到批評，最終導致2008年5月22日國土交通省宣佈將該年度的調查費預算刪除。

## 走線
四國新幹線的起點為大阪市，經由淡路島、德島市、高松市、松山市，最後抵達四國西端。若再延伸到九州東端的大分市，總里程480公里。
為此，計劃原本是預計先建設兩座鐵公路兩用橋大鳴門橋與明石海峽大橋。由於後者日後變更為公路專用橋，因而誕生了另一個在明石海峽或紀淡海峽底下挖崛海底隧道的計劃。這兩個海峽的地形、地質調查是由鐵道建設、運輸設施整備支援機構負責，由1974年至2008年之間持續了數十年，直到預算在2008年遭到中止。至於由四國連往九州的方面，則是需要在豐予海峽上建造跨海橋樑或海底隧道才能達成。

## 建設促進運動
2017年4月1日，由四國28個團體發起的四國新幹線實現署名運動，在6個月間共收集了超過12萬3千個署名。
2017年7月6日，「四國新幹線整備促進期成會」正式成立。
2020年8月3日、四國新幹線整備促進期成會開設了twitter帳戶，同時制定了吉祥物「つなぐん」。
2020年10月21日，四國新幹線整備促進期成會向自民黨、財務省和國土交通省提出了興建四國新幹線的請求，包括根據全國新幹線鐵道整備法而實施的法定調查。
2021年2月12日，香川經濟同友會向縣內提出了關於興建四國新幹線的討論和建議，包括開始考慮路線和車站的位置，並具體展示對當地居民的經濟影響。關於車站的形象，當中包括在高松站的併建方案和進入高松機場的方案。此外，本州四國連絡橋公團亦提出了栗林站的併建方案。
2021年3月31日，JR四國宣布了一項直到2030年的中長期發展計劃，當中包括引入新幹線。
2021年5月30日，德島新聞報導稱，四國新幹線整備促進期成會將調查新幹線車站的位置和整備效果，作為2021年的新項目。
2021年6月7日，和歌山縣在《令和4年國家措施和預算的建議和要求》中將四國新幹線列入其向國家政府提出的建議和要求。
2023年5月25日，德島縣知事後藤田正純在鳥取市召開的近畿代表區知事會議上宣布，德島縣將撤回「淡路島方案」並表明支持「岡山方案」，而四國四個縣集體請求政府落實「岡山方案」。針對這一言論，JR四國社長西牧世博在30日的新聞發布會上表達了對此的期待，西牧表示：“『岡山方案』的造價較低，因此我認為障礙會較小。”
2023年6月6日，在愛媛縣大洲市舉行的四國知事會議上，後藤田談到四國新幹線時表示：“關於『淡路方案』，政府和國會議員幾乎沒有動作，只有形式仍然存在，我的想法是四國四個縣應該團結起來，帶著現實的夢想重新開始。”他補充說，他希望沿著「岡山方案」推進計劃，這是其他三個縣正在尋求的目標，他強調：“我希望四國四個縣一起為實現現實的夢想而努力，我希望四國新幹線的夢想能夠重新開始。”對此，愛媛縣、香川縣和高知縣的知事的反應非常積極，四國放送的記者稱讚後藤田提出優先興建四國新幹線「岡山方案」的想法，得到了其他三個縣的知事和企業界的歡迎，但是德島縣內對於「淡路島方案」仍然有強烈訴求；在今後的日子，後藤田如何面對縣內的不同意見將會是一個重要的課題。

## 四國橫斷新幹線
預計路線是以本州島上的岡山市為起點，連接高松市與高知市。在1973年基本計劃決定後，瀨戶大橋與其前後相連的鐵路路段就是以新幹線規格建造，但之後卻沒有進行必要的調查工作。預計路線途經的兒島、宇多津等數個主要車站中的新幹線月台預定地全都被改建成廣大的站前廣場。雖然沿線的地方自治體曾多次向國土交通省遊說陳情，希望能提早實現該路線的建設，但卻尚未確認實現的可能。

## 相關事項
- 確定新建新幹線鐵路路線的基本計劃
  - 東九州新幹線
- 渦之道
  - 大鳴門橋
    - 神戶淡路鳴門自動車道